# Хити
Хити (фр. Hiti) — атолл в архипелаге Туамоту (Французская Полинезия).

## География
Остров представляет собой атолл, по форме напоминающий яйцо. В центре расположена лагуна, полностью изолированная от океанических вод.

## История
Хити был открыт в 1820 году русским путешественником Фаддеем Фаддеевичем Беллинсгаузеном.

## Административное деление
Административно входит в состав коммуны Макемо.

## Население
В 2007 году Хити был необитаем.